# 마거릿 트루먼
메리 마거릿 트루먼대니얼(영어: Mary Margaret Truman-Daniel, 1924년 2월 17일 ~ 2008년 1월 29일)은 미국의 클래식 소프라노, 배우, 저널리스트, 라디오와 텔레비전의 유명인사, 작가, 그리고 뉴욕 사교계 명사였다. 그녀는 해리 S. 트루먼 대통령과 베스 트루먼 영부인의 외동딸이었다. 그녀의 아버지가 1945년부터 1953년까지 대통령이었을 때, 마거릿은 몇 주 동안 지속된 1948년 전국적인 휘파람 소리 캠페인과 같은 캠페인 여행에 정기적으로 동행했다. 그녀는 또한 그 기간 동안 중요한 백악관과 정치적인 행사에 출연하여 언론에서 가장 좋아하는 사람이 되었다.
1946년 조지 워싱턴 대학교를 졸업한 후, 그녀는 1947년 디트로이트 심포니 오케스트라와 함께 콘서트 출연을 시작으로 컬러라투라 소프라노로서 경력을 쌓기 시작했다. 그녀는 미국 전역에서 오케스트라와 함께 콘서트에 출연했고 1956년까지 미국 전역에서 리사이틀에 출연했다. 그녀는 RCA 빅터를 위해 음반을 만들었고, What's My Line?과 The Bell Telephone Hour.와 같은 프로그램에 텔레비전 출연했다
1957년, 트루먼은 저널리스트이자 라디오 방송인으로서의 직업을 추구하기 위해 가수 경력을 포기했고, 그 때 그녀는 마이크 월리스와 함께 그 프로그램의 공동 진행자가 되었다. 그녀는 또한 1960년대와 1970년대에 다양한 출판물에 대해 독립적인 저널리스트로서 기사를 썼다. 그녀는 후에 일련의 살인 미스터리의 성공적인 작가가 되었고, 그녀의 아버지인 해리 S. 트루먼 대통령과 어머니 베스 트루먼의 호평을 받은 전기를 포함하여, 미국의 영부인과 대통령 가족에 관한 많은 작품들의 작가가 되었다.
그녀는 뉴욕 타임즈의 편집장인 저널리스트 클리프턴 대니얼과 결혼했다. 그 부부는 네 명의 아들이 있었고, 종종 뉴욕 엘리트들을 위한 행사를 주최했던 유명한 뉴욕 사교계 인사들이었다.